# Unia Pracy
Die Unia Pracy (deutsch Arbeitsunion; UP) ist eine sozialdemokratische Partei in Polen.

## Geschichte
Die Unia Pracy entstand 1992 durch Zusammenschluss von mehreren kleinen sozialdemokratischen Parteien. Dabei grenzte sie sich einerseits von liberalen und konservativen Richtungen, andererseits vom postkommunistischen Bund der Demokratischen Linken (SLD) ab. Sie setzt auf die Intervention des Staates zu Gunsten sozial Benachteiligter und auf die Beschränkung des Einflusses der katholischen Kirche auf die polnische Politik.
Bei der Parlamentswahl 1997 scheiterte die UP an der Fünf-Prozent-Sperrklausel und schloss sich daher vor der Wahl 2001 mit der SLD zu einem Wahlbündnis zusammen. Nach dem Wahlerfolg 2001 bildete sie gemeinsam mit der SLD und der PSL eine Koalitionsregierung unter dem Ministerpräsidenten Leszek Miller. Die UP war im Sejm mit 16 Abgeordneten als eigenständige Fraktion vertreten. Ihr Vorsitzender Marek Pol war zugleich Vizepremier und Infrastrukturminister im Kabinett Miller.
Bei der Wahl 2005 traten SLD und UP wieder als Einzelparteien an. Nachdem die Linkskoalition unter Leszek Miller aber von zahlreichen Korruptionsaffären erschüttert worden war, erhielten beide Parteien deutlich weniger Zustimmung. Die UP konnte keinen Sitz mehr erringen.
Während der Legislaturperiode schlossen sich SLD und UP 2006 nochmals zu einem Bündnis zusammen. Die Wahlkoalition umfasste auch die aus der Freiheitsunion (UW) hervorgegangene Demokratische Partei (PD) und die SLD-Abspaltung Sozialdemokratie Polens (SdPL). Das Ergebnis war schwach: Gegenüber den summierten Wahlergebnissen der Einzelparteien bei der Sejm-Wahl 2005 verlor das Bündnis bei der Wahl 2007 4,5 Prozent der Stimmen und löste sich im Jahr 2008 wieder auf.
Bei der Parlamentswahl 2023 wurden im Rahmen des Wahlbündnisses Lewica sechs UP-Mitglieder für den Sejm und einer für den Senat aufgestellt. Während von den Sejm-Kandidaten keiner den Sprung in das Parlament schaffte, wurde der Parteivorsitzende Waldemar Witkowski im Wahlkreis 1 in den Senat gewählt.

## Parteivorsitzende seit 1992
- 1992–1997: Ryszard Bugaj
- 1997–2004: Marek Pol
- 2004–2005: Izabela Jaruga-Nowacka
- 2005–2006: Andrzej Spychalski
- seit 2006: Waldemar Witkowski

## Wahlergebnisse zum Sejm
- 1993: 7,28 % (41 Mandate)
- 1997: 4,74 % (-)
- 2001: 41,04 % (gemeinsam mit der SLD; 16 Mandate für UP)
- 2005: 3,89 % (gemeinsam mit der Sozialdemokratie Polens)